# 沙田凱悅酒店
沙田凱悅酒店（英語：Hyatt Regency Hong Kong, Shatin），為凱悅國際酒店集團管理的其中一所5星級酒店，位處於香港新界沙田區馬料水澤祥街18號，於2009年2月11日開始試業。酒店鄰近香港中文大學、香港科學園及大學站，是新界區第一間國際品牌酒店，也是香港中文大學教學酒店的一部分。

## 酒店客房

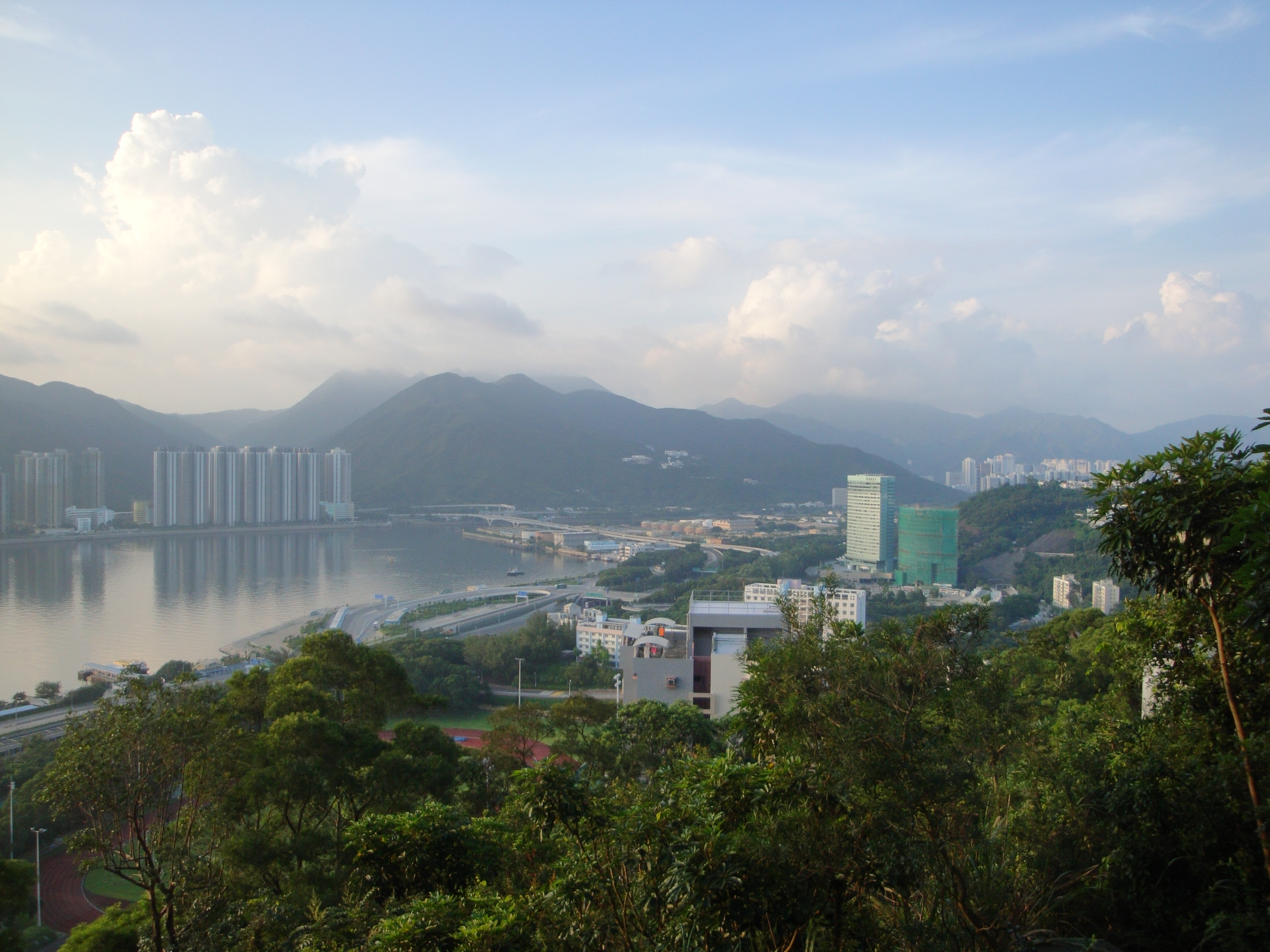
酒店周邊景觀

香港凱悅酒店－沙田擁有562間客房，當中包括各類型套房及雙套房等，房間面積由約409至1,702平方呎不等。另外，總統套房更達2,476平方呎。酒店亦提供133個長期住宿套房，月租由40,000港元起，租期由14天至12個月不等。所有客房均可眺望吐露港、九肚山及沙田馬場景致。
2022年3月10日，新世界發展宣布撥出酒店近100個房間，供醫院管理局的前線醫護人員免費入住。

## 酒店設施

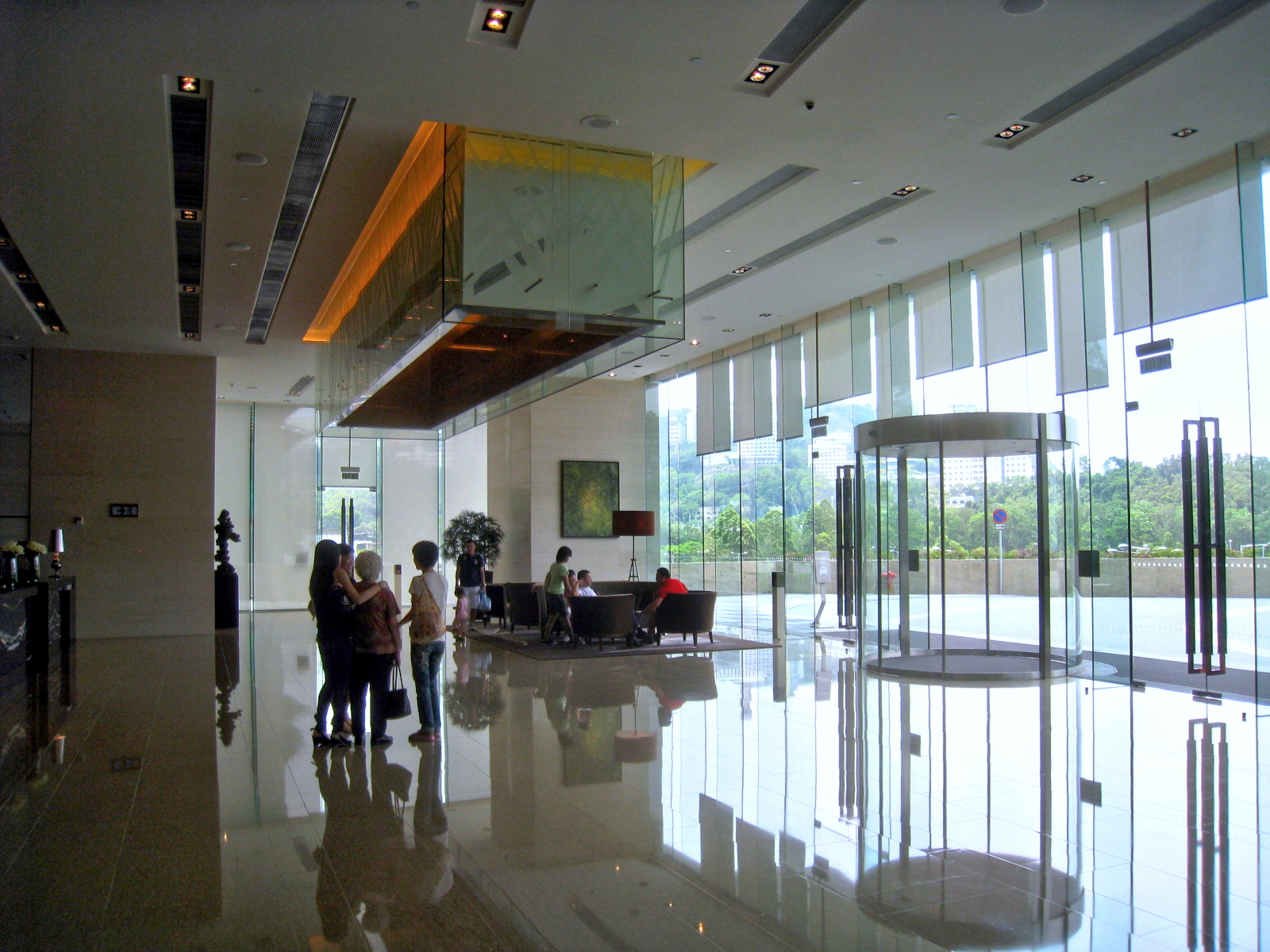
酒店大堂

酒店設有兩間餐廳及一間酒吧。位於大堂層的咖啡廳供應自助早、午、晚餐及於週末及公眾假期提供下午茶自助餐；廚師於4個開放式廚房炮製中、西、日菜及甜品，食客更可於露天座位享受戶外山景。位於酒店4樓的「沙田18」以不同中國菜系分為4個區域，採用開放式廚房設計，更設有室外陽台讓食客在自然美景中品嘗中國各省地道佳餚。「天天吧」毗連「沙田18」，提供各款飲品並於星期三至六提供現場音樂欣賞。
位於酒店5樓的Melo Spa水療中心以沙田出產柚子為名，並以其外皮及果肉作部份療程成份。水療中心設有9間套房；全部水療套房均備有特大按摩浴池、雨灑淋浴室、更衣室及化妝枱。水療中心另設按摩室，賓客可於特別訂製的按摩座上享受頸肩及腳底按摩。
酒店擁有超過750平方米的宴會場地；樓高6.2米、面積430平方米並可分割的的宴會大禮堂備有先進影音器材，可以容納28席共336人，或成為可容納270人的教室，500人的演講室及600人的雞尾酒會。凱悅廳I、II、III均擁有獨立私人入口，適合不同形式的宴會。戶外的園林適合舉辦雞尾酒會和婚禮。
酒店設有凱悅兒童營，為入住酒店的小童安排一系列有關香港自然環境、歷史及文化的活動和遊戲。
其他消閒設施包括健身中心、桑拿、蒸氣浴室、按摩浴池、25米長的戶外恆溫游泳池、日光浴陽台及網球場等。

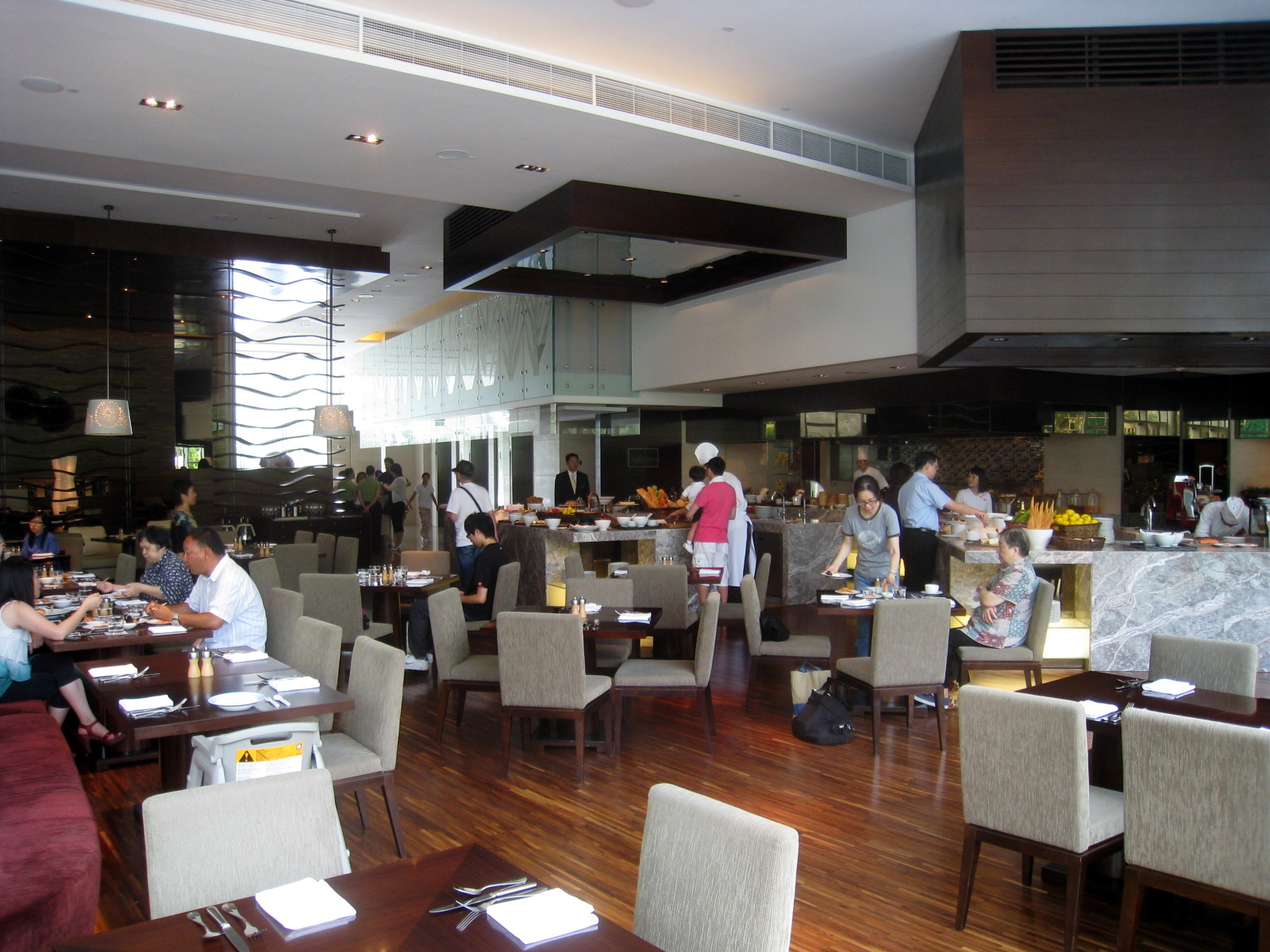
咖啡廳 Cafe Hyatt
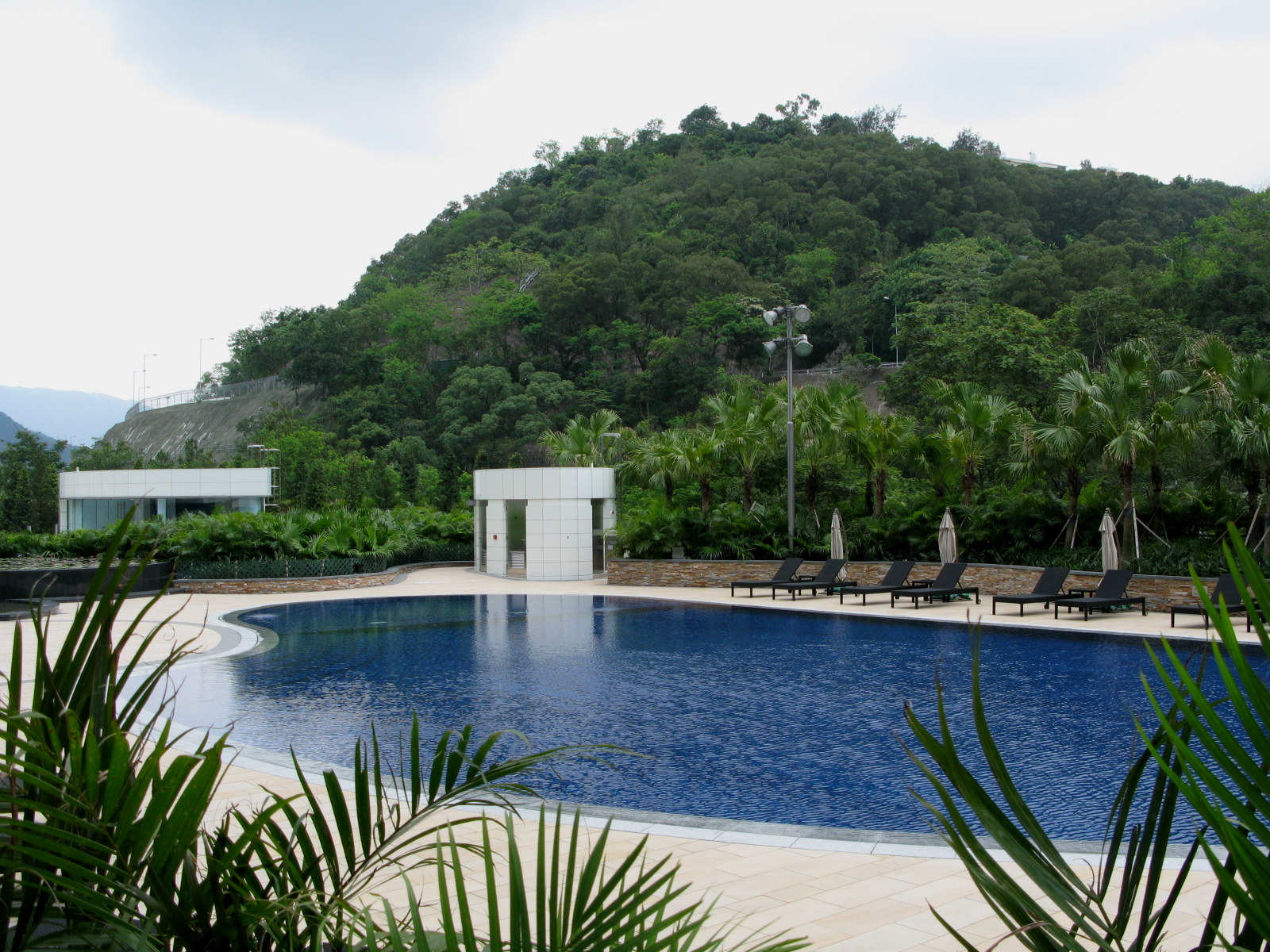
酒店戶外泳池
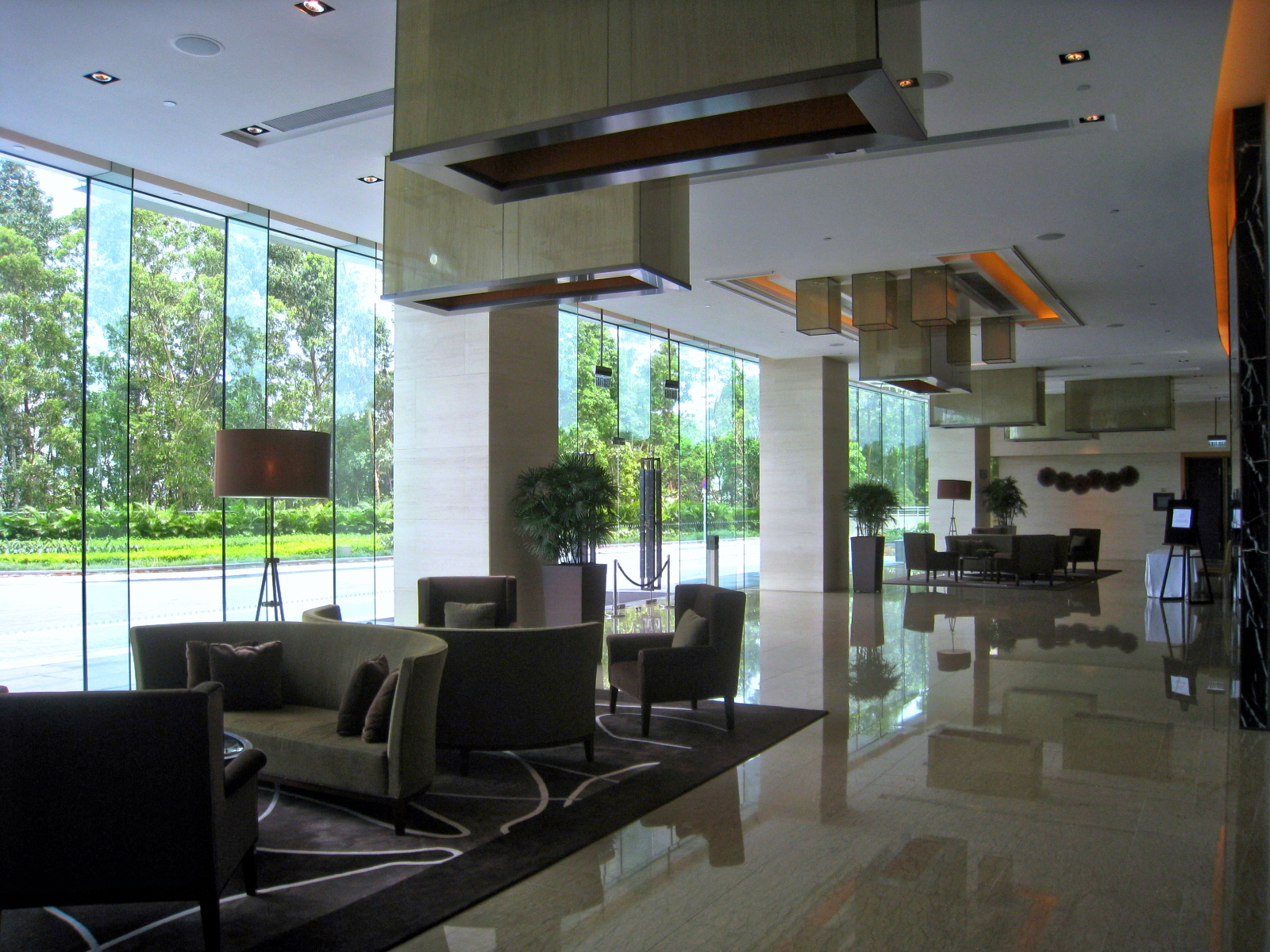
酒店宴會大禮堂入口大堂
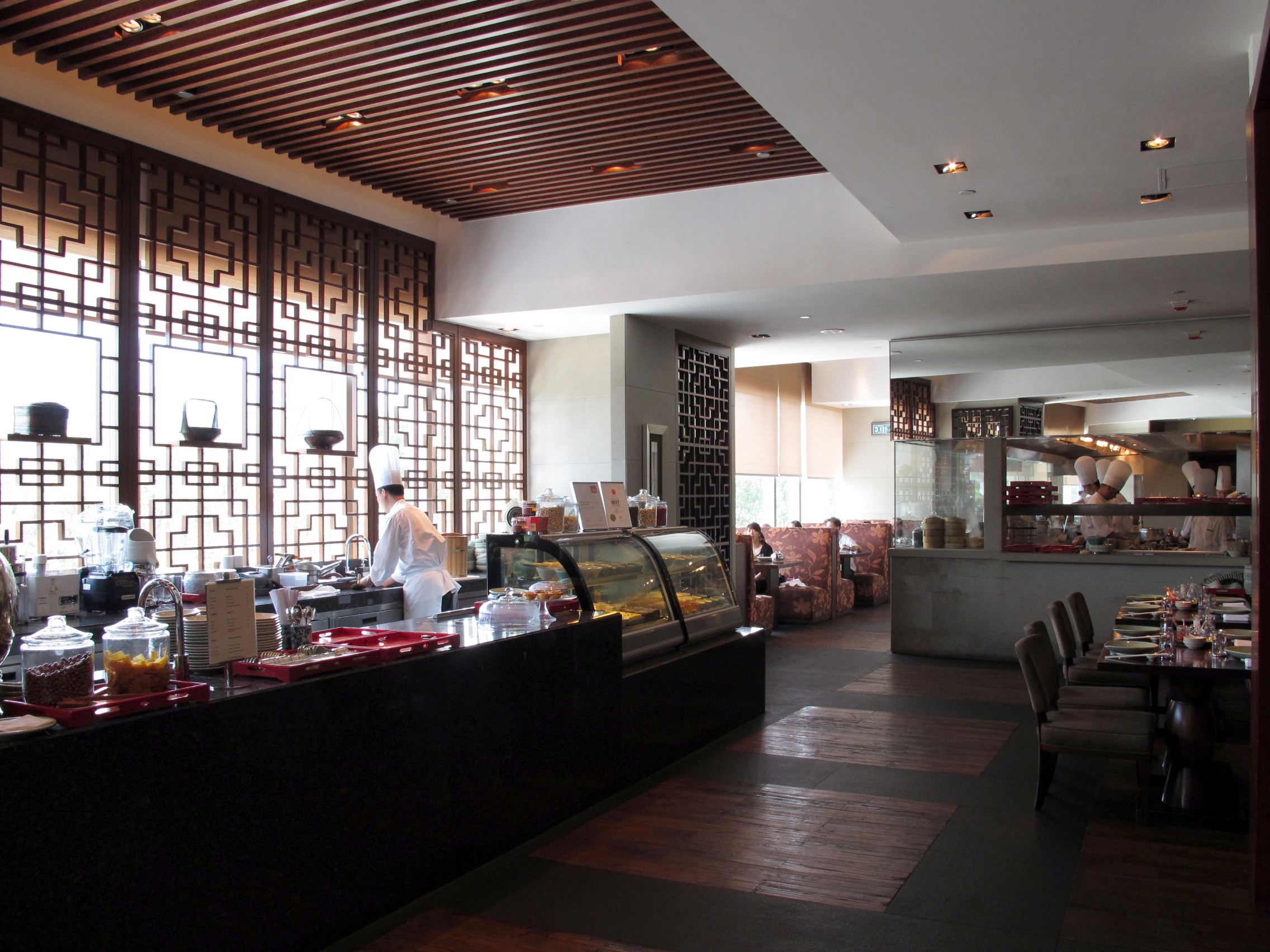
4樓「沙田18」中菜廳

## 交通

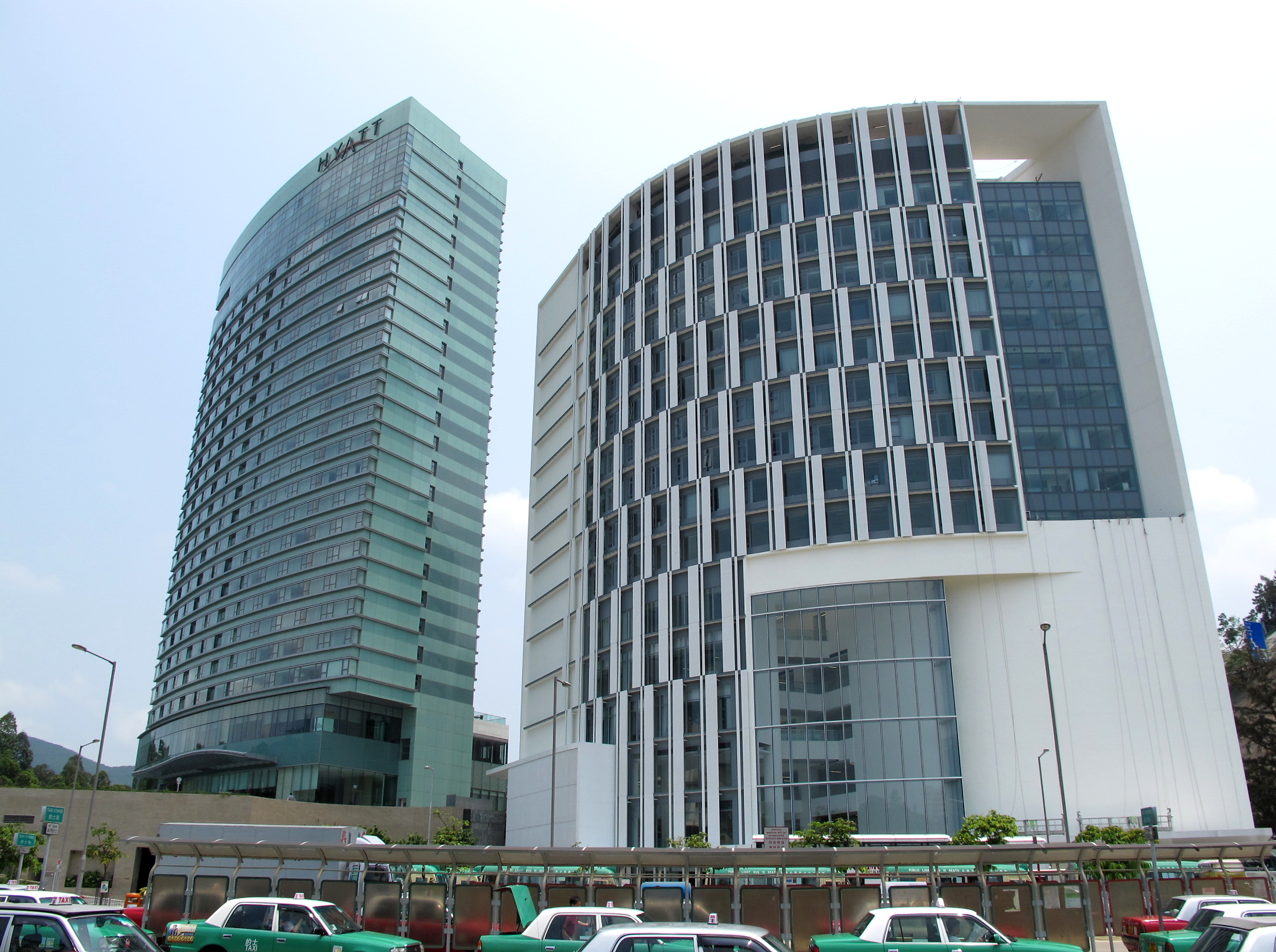
酒店旁乃港鐵大學站及巴士、小巴總站

## 外部連結
- 香港凱悅酒店－沙田網頁